# サスペクト 哀しき容疑者
『サスペクト 哀しき容疑者』（サスペクト かなしきようぎしゃ、原題：용의자）は、2013年公開の韓国映画。

## ストーリー
北朝鮮特殊部隊の元エリート工作員チ・ドンチョル（コン・ユ）は韓国で運転代行の仕事をしながら、北朝鮮で妻子を殺して韓国に逃亡した犯人を探していた。ある日、親身にしてもらっていたパク会長の殺害現場に遭遇した彼は、死の間際に会長の遺品であるメガネを渡され「これを必ず埋めてくれ」と託される。殺害現場に居合わせたことで、対北情報局室長キム・ソッコ（チョ・ソンハ）と防諜専門のミン・セフン大佐（パク・ヒスン）から執拗に追われながらも、ドンチョルは妻子殺しの犯人を追う。

## キャスト
- チ・ドンチョル：コン・ユ（浜田賢二）
- ミン・セフン大佐：パク・ヒスン（竹田雅則）
- キム・ソッコ室長：チョ・ソンハ（木下浩之）
- チェ・ギョンヒ記者：ユ・ダイン（藤村歩）
- リ・グァンジョ：キム・ソンギュン（谷内健）
- チョ大尉：チョ・ジェユン（間宮康弘）
- パク・コノ会長：ソン・ジェホ（間宮康弘）
- ソン・サングン専務：パク・チイル（やまむらいさと）
- シン次長：キム・ウィソン（山岸治雄）
- ドンチョルの妻：ナム・ボラ（大津愛理）
- チュ記者：キム・ミンジェ（古川裕隆）
- ムン執事：チェ・ジョンニュル（東和良）
- 監察医：キ・ジュボン（浅科准平）
- チェ少：チョ・ソギョン（荒井勇樹）
- キム・ド：キム・ドス（佐野康之）
- カン少：イ・ヒョヌ（鈴木佑治）